# Grumman X-29

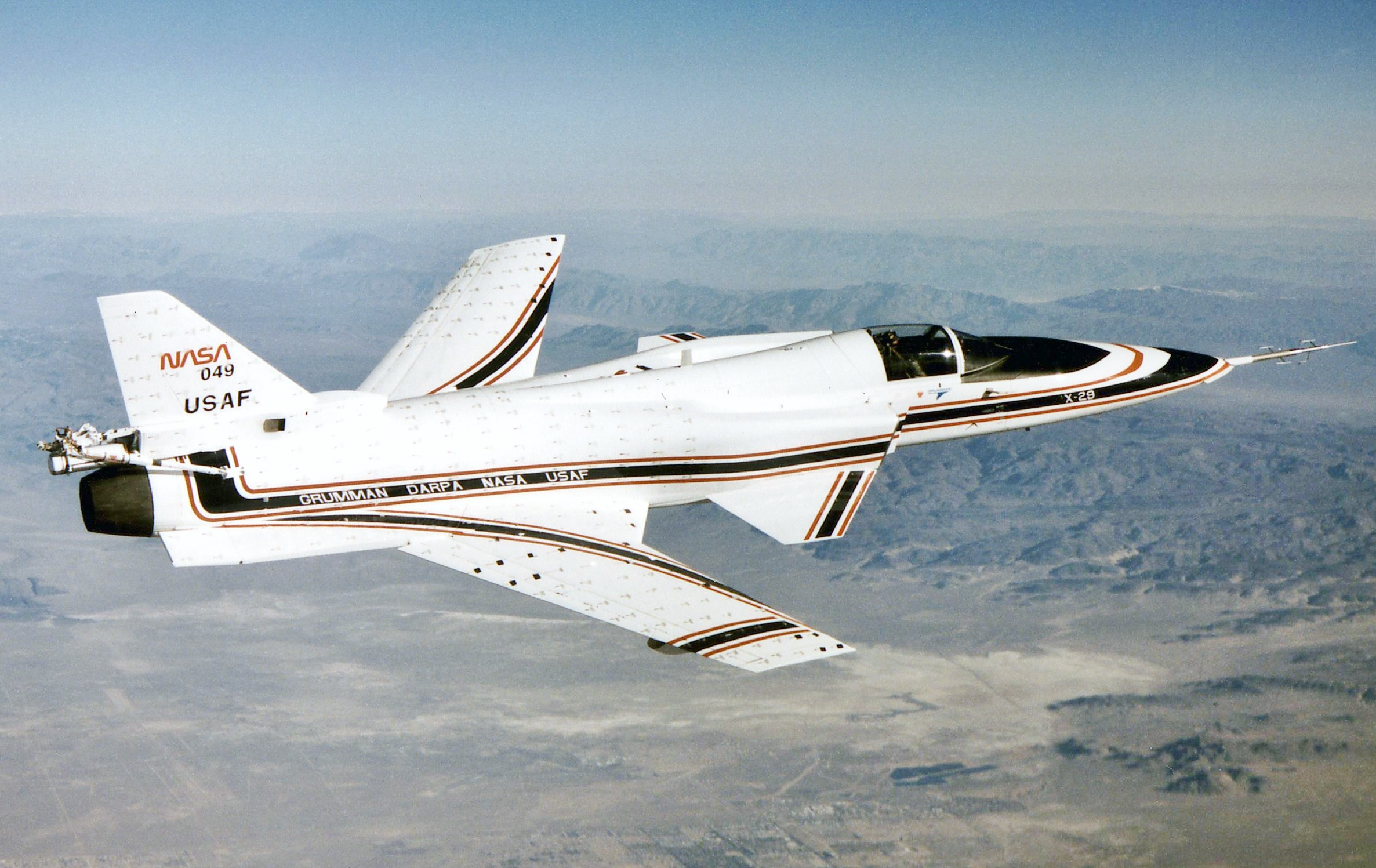
Grumman X-29 în zbor cu aripi în săgeată negativă

Grumman X-29 a fost un avion experimental proiectat pentru a explora mai multe tehnologii noi; printre acestea, aripa în săgeată negativă și aripioare anterioare de tip "rață" (engleză: canard).